# Rijnvoetbalkampioenschap 1910/11
In 1910/11 werd het vierde Rijnvoetbalkampioenschap gespeeld, dat georganiseerd werd door de Zuid-Duitse voetbalbond. De competitie werd georganiseerd als Westkreisliga.
Mannheimer FG 1896 werd kampioen en plaatste zich voor de Zuid-Duitse eindronde. De vier kampioenen speelden in groepsfase en de club werd derde. 

## Westkreisliga
| Plaats | Club                      | Wed. | W  | G | V  | Saldo | Ptn.  |
| ------ | ------------------------- | ---- | -- | - | -- | ----- | ----- |
| 1.     | Mannheimer FG 1896        | 16   | 14 | 1 | 1  | 60:16 | 29:3  |
| 2.     | FC Viktoria Mannheim 1897 | 16   | 10 | 2 | 4  | 61:27 | 22:10 |
| 3.     | FV Kaiserslautern         | 16   | 7  | 4 | 5  | 47:38 | 18:14 |
| 4.     | FC Pfalz Ludwigshafen     | 16   | 7  | 3 | 6  | 45:39 | 17:15 |
| 5.     | Mannheimer VfB Union      | 16   | 6  | 5 | 5  | 47:43 | 17:15 |
| 6.     | Ludwigshafener FG 03      | 16   | 7  | 2 | 7  | 37:32 | 16:16 |
| 7.     | Mannheimer FC Phönix 02   | 16   | 6  | 3 | 7  | 45:37 | 15:17 |
| 8.     | FK Olympia 1898 Darmstadt | 16   | 3  | 2 | 11 | 21:53 | 8:24  |
| 9.     | SC Germania Ludwigshafen  | 16   | 1  | 0 | 15 | 16:84 | 2:30  |

|  | Geplaatst voor Zuid-Duitse eindronde |